# 鬼怒川温泉ホテル
鬼怒川温泉ホテル（きぬがわおんせんホテル）は、栃木県日光市の鬼怒川温泉にある温泉ホテル。

## 歴史
1931年（昭和6年）に、日光金谷ホテルの支店として誕生。1953年（昭和28年）に独立し、鬼怒川温泉ホテル株式会社としてスタート、1969年には、金谷ホテル観光株式会社に社名を変更した。
2005年、足利銀行の経営破綻および団体客の減少により、産業再生機構の支援を受けて事業の立て直しを行った。2009年3月20日に遊楽館11階（最上階）の全13室をリニューアルした。ほかにも2010年・2014年・2018年に改修・改装工事を実施しており、いずれも石井建築事務所が手掛けている。
2022年8月20日放送の『ローカル路線バス乗り継ぎの旅Z』（テレビ東京）では、鬼怒川金谷ホテルから紹介された羽田圭介ら一行が宿泊し、ロビーラウンジで佐野ラーメンなどの夕食を摂った。

## 特色
人と人との心を繋ぐ「結旅」（ゆいたび）を掲げ、さまざまな世代の宿泊客への対応を心がけている。例えば、子供向けのプレイスペースや工作机、親向けのフットマッサージャーや美顔器などを備えたキディルームを有する。
鬼怒川の渓谷沿いに建ち、懐かし館・湯の街館・遊楽館の3棟からなる。大浴場は木造りの「渓谷の湯」と石造りの「湯里」（ゆり）の2か所あり、露天風呂を含む合計10種類の浴槽を持つ。大浴場は2011年に改修工事を実施した。
食事は部屋食の会席料理のほか、ブッフェスタイルの「石窯ダイニング楽炎-rakuen-」、地物や契約農家の食材を使ったコース料理を供する「個室ダイニング結坐-yuiza-」の2か所の飲食店で提供する。ほかに「ロビーラウンジ 暖-dan-」を有する。

## グループホテル
金谷ホテル観光株式会社、および系列の株式会社KANAYA RESORTSで金谷ホテル観光グループを形成している。
- 鬼怒川金谷ホテル
- THE KEY HIGHLAND NASU（那須町）
- KANAYA RESORT HAKONE（箱根町）

### 現在営業していない旅館・ホテル
- 旧支笏湖いとう温泉、旧支笏湖プリンスホテル（千歳市） - 2013年取得、再建が予定されていたが延期中。詳細は支笏湖いとう温泉#歴史を参照。
- THE KEY HIGHLAND IZU（伊東市） - 2015年11月開業[14]、2018年11月一時休館[15]。2019年4月より、当地にはイヴレスホスピタリティの運営する「UMITO the salon IZU」が所在する[16][17]。